# Limo (plaats)
Limo is een bestuurslaag in het regentschap Depok van de provincie West-Java, Indonesië. Limo telt 32.213 inwoners (volkstelling 2010).